# Liga Mexicana de Béisbol 1993
La Temporada 1993 de la Liga Mexicana de Béisbol fue la edición 69. Los Olmecas de Tabasco obtienen el único título de su historia tras derrtotar a los Tecolotes de los Dos Laredos 4 juegos a 1 a en la Serie Final. El mánager campeón fue Juan Navarrete.
Para esta temporada vuelven a desaparecer los Cafeteros de Córdoba e ingresan una vez más los Pericos de Puebla.
Se establece un nuevo sistema de competencia. Se divide la temporada en dos vueltas con asignación de puntos a cada equipo de acuerdo al lugar en que termine. Califican los equipos con mayor cantidad de puntos sumando ambas vueltas. Se otorgaba 8 puntos para el primer lugar, 7 para el segundo, y en adelante 6, 5, 4, 3, 2 y 1 al último lugar del standing. Se continúa con la división de equipos en Zona Norte y Zona Sur.

## Equipos participantes
| Liga Mexicana de Béisbol 1993 |                              |           |                                        |                                      |             |
| Zona                          | Equipo                       | Fundación | Ciudad                                 | Estadio                              | Capacidad   |
| Norte                         | Acereros del Norte           | 1974      | Monclova, Coahuila                     | Monclova                             | 8,500       |
| Norte                         | Algodoneros de Unión Laguna  | 1940      | Torreón, Coahuila                      | Revolución                           | 9,500       |
| Norte                         | Charros de Jalisco           | 1946      | Guadalajara, Jalisco                   | Tecnológico de la UDG                | 4,000       |
| Norte                         | Industriales de Monterrey    | 1989      | Monterrey, Nuevo León                  | Monterrey                            | 22,061      |
| Norte                         | Rieleros de Aguascalientes   | 1975      | Aguascalientes, Aguascalientes         | Alberto Romo Chávez                  | 6,494       |
| Norte                         | Saraperos de Saltillo        | 1970      | Saltillo, Coahuila                     | Francisco I. Madero                  | 16,000      |
| Norte                         | Sultanes de Monterrey        | 1939      | Monterrey, Nuevo León                  | Monterrey                            | 22,061      |
| Norte                         | Tecolotes de los Dos Laredos | 1940      | Nuevo Laredo, Tamaulipas Laredo, Texas | La Junta West Martin Field           | 7,800 5,000 |
| Sur                           | Diablos Rojos del México     | 1940      | México, D. F.                          | Seguro Social                        | 25,000      |
| Sur                           | Leones de Yucatán            | 1954      | Mérida, Yucatán                        | Kukulcán                             | 14,917      |
| Sur                           | Olmecas de Tabasco           | 1975      | Villahermosa, Tabasco                  | Centenario 27 de Febrero             | 8,500       |
| Sur                           | Pericos de Puebla            | 1938      | Puebla, Puebla                         | Hermanos Serdán                      | 12,100      |
| Sur                           | Petroleros de Minatitlán     | 1992      | Minatitlán, Veracruz                   | 18 de marzo de 1938                  | 7,500       |
| Sur                           | Piratas de Campeche          | 1980      | Campeche, Campeche                     | Venustiano Carranza                  | 6,000       |
| Sur                           | Rojos del Águila de Veracruz | 1903      | Veracruz, Veracruz                     | Deportivo Universitario "Beto Ávila" | 7,782       |
| Sur                           | Tigres Capitalinos           | 1955      | México, D. F.                          | Seguro Social                        | 25,000      |

## Posiciones

### Primera Vuelta
| Zona Norte     | Zona Norte | Zona Norte | Zona Norte | Zona Norte | Zona Norte |
| Equipo         | JG         | JP         | PCT        | JV         | PTS        |
| -------------- | ---------- | ---------- | ---------- | ---------- | ---------- |
| Monterrey      | 39         | 26         | .600       | -          | 8          |
| Dos Laredos    | 36         | 29         | .554       | 3.0        | 7          |
| Monclova       | 36         | 31         | .537       | 4.0        | 6          |
| Unión Laguna   | 34         | 32         | .515       | 5.5        | 5          |
| Jalisco        | 33         | 33         | .500       | 6.5        | 4          |
| Industriales   | 30         | 35         | .462       | 9.0        | 3          |
| Aguascalientes | 28         | 39         | .418       | 12.0       | 2          |
| Saltillo       | 27         | 40         | .403       | 13.0       | 1          |

| Zona Sur   | Zona Sur | Zona Sur | Zona Sur | Zona Sur | Zona Sur |
| Equipo     | JG       | JP       | PCT      | JV       | PTS      |
| ---------- | -------- | -------- | -------- | -------- | -------- |
| México     | 43       | 23       | .652     | -        | 8        |
| Tigres     | 42       | 23       | .646     | 5.0      | 7        |
| Tabasco    | 34       | 29       | .540     | 7.5      | 6        |
| Veracruz   | 32       | 34       | .485     | 11.0     | 5        |
| Minatitlán | 31       | 33       | .484     | 11.0     | 4        |
| Yucatán    | 29       | 34       | .460     | 12.5     | 3        |
| Campeche   | 25       | 39       | .391     | 17.0     | 2        |
| Puebla     | 23       | 42       | .354     | 19.5     | 1        |

### Segunda Vuelta
| Zona Norte     | Zona Norte | Zona Norte | Zona Norte | Zona Norte | Zona Norte |
| Equipo         | JG         | JP         | PCT        | JV         | PTS        |
| -------------- | ---------- | ---------- | ---------- | ---------- | ---------- |
| Dos Laredos    | 40         | 24         | .625       | -          | 8          |
| Aguascalientes | 39         | 25         | .609       | 1.0        | 7          |
| Monclova       | 37         | 26         | .587       | 2.5        | 6          |
| Monterrey      | 36         | 29         | .554       | 4.5        | 5          |
| Industriales   | 31         | 32         | .492       | 8.5        | 4          |
| Jalisco        | 28         | 32         | .467       | 10.0       | 3          |
| Unión Laguna   | 27         | 38         | .415       | 13.5       | 2          |
| Saltillo       | 24         | 40         | .375       | 16.0       | 1          |

| Zona Sur   | Zona Sur | Zona Sur | Zona Sur | Zona Sur | Zona Sur |
| Equipo     | JG       | JP       | PCT      | JV       | PTS      |
| ---------- | -------- | -------- | -------- | -------- | -------- |
| México     | 38       | 24       | .613     | -        | 8        |
| Tabasco    | 32       | 30       | .576     | 6.0      | 7        |
| Tigres     | 32       | 31       | .508     | 6.5      | 6        |
| Veracruz   | 33       | 32       | .508     | 6.5      | 5        |
| Puebla     | 29       | 32       | .475     | 8.5      | 4        |
| Minatitlán | 29       | 33       | .468     | 9.0      | 3        |
| Campeche   | 24       | 35       | .407     | 12.5     | 2        |
| Yucatán    | 22       | 38       | .367     | 15.0     | 1        |

### Global
| Zona Norte     | Zona Norte | Zona Norte | Zona Norte | Zona Norte | Zona Norte |
| Equipo         | JG         | JP         | PCT        | JV         | PTS        |
| -------------- | ---------- | ---------- | ---------- | ---------- | ---------- |
| Dos Laredos    | 76         | 53         | .589       | -          | 15         |
| Monterrey      | 75         | 55         | .577       | 1.5        | 13         |
| Monclova       | 73         | 57         | .562       | 3.5        | 12         |
| Aguascalientes | 67         | 64         | .511       | 10.0       | 9          |
| Jalisco        | 61         | 65         | .484       | 13.5       | 7          |
| Industriales   | 61         | 67         | .477       | 14.0       | 7          |
| Unión Laguna   | 61         | 70         | .466       | 16.0       | 7          |
| Saltillo       | 51         | 80         | .389       | 26.0       | 2          |

| Zona Sur   | Zona Sur | Zona Sur | Zona Sur | Zona Sur | Zona Sur |
| Equipo     | JG       | JP       | PCT      | JV       | PTS      |
| ---------- | -------- | -------- | -------- | -------- | -------- |
| México     | 81       | 47       | .633     | -        | 16       |
| Tigres     | 74       | 54       | .578     | 7.0      | 13       |
| Tabasco    | 66       | 59       | .528     | 13.5     | 13       |
| Veracruz   | 65       | 66       | .496     | 17.5     | 10       |
| Minatitlán | 60       | 66       | .476     | 20.0     | 7        |
| Yucatán    | 51       | 72       | .415     | 27.5     | 4        |
| Puebla     | 52       | 74       | .413     | 28.0     | 5        |
| Campeche   | 49       | 74       | .398     | 29.5     | 4        |

| Clasificado a los playoffs |

## Juego de Estrellas
El Juego de Estrellas de la LMB se realizó el 27 de mayo en el desaparecido "Estadio Tecnológico de la UDG" en Guadalajara, Jalisco, casa de los Charros de Jalisco. La Zona Sur se impuso 1-0 a la Zona Norte, en donde fueron seleccionados como Jugadores Más Valiosos Francisco Guerrero de los Tigres Capitalinos y el alemán Mike Browning de los Piratas de Campeche. Los lanzadores abridores fueron Roberto "Metralleta" Ramírez por el Sur y Jesús Moreno por el Norte.

## Postemporada
Calificaron los 8 equipos con mayor número de puntos sumados de las dos vueltas:
|  | Primer Play off | Primer Play off |             |   | Finales de zona | Finales de zona |  |  | Serie Final | Serie Final |
|  |                 |                 |             |   |                 |                 |  |  |             |             |
|  |                 |                 |             |   |                 |                 |  |  |             |             |
|  |                 |                 |             |   |                 |                 |  |  |             |             |
|  |                 |                 |             |   |                 |                 |  |  |             |             |
|  | Monclova        | 1               |             |   |                 |                 |  |  |             |             |
|  | Monclova        | 1               |             |   |                 |                 |  |  |             |             |
|  | Monterrey       | 4               |             |   |                 |                 |  |  |             |             |
|  | Monterrey       | 4               | Monterrey   | 1 |                 |                 |  |  |             |             |
|  | Zona Norte      |                 | Monterrey   | 1 |                 |                 |  |  |             |             |
|  |                 | Dos Laredos     | 4           |   |                 |                 |  |  |             |             |
|  | Aguascalientes  | Dos Laredos     | 4           | 1 |                 |                 |  |  |             |             |
|  | Aguascalientes  |                 |             | 1 |                 |                 |  |  |             |             |
|  | Dos Laredos     | 4               |             |   |                 |                 |  |  |             |             |
|  | Dos Laredos     | 4               | Dos Laredos | 1 |                 |                 |  |  |             |             |
|  |                 |                 | Dos Laredos | 1 |                 |                 |  |  |             |             |
|  |                 | Tabasco         | 4           |   |                 |                 |  |  |             |             |
|  | Tabasco         | Tabasco         | 4           | 4 |                 |                 |  |  |             |             |
|  | Tabasco         |                 |             | 4 |                 |                 |  |  |             |             |
|  | Tigres          | 3               |             |   |                 |                 |  |  |             |             |
|  | Tigres          | 3               | Tabasco     | 4 |                 |                 |  |  |             |             |
|  | Zona Sur        |                 | Tabasco     | 4 |                 |                 |  |  |             |             |
|  |                 | México          | 1           |   |                 |                 |  |  |             |             |
|  | Veracruz        | México          | 1           | 0 |                 |                 |  |  |             |             |
|  | Veracruz        |                 |             | 0 |                 |                 |  |  |             |             |
|  | México          | 4               |             |   |                 |                 |  |  |             |             |
|  | México          | 4               |             |   |                 |                 |  |  |             |             |

## Designaciones
Ismael Valdez de los Tigres Capitalinos fue nombrado el "Novato del Año".

## Acontecimientos relevantes
- 18 de mayo: Matías Carrillo (Tigres) conecta 5 home runs y produce 10 carreras en un doble juego contra Tabasco. En cuanto a lo colectivo, los Tigres conectan 10 home runs en total.
- 19 de junio: Ingresan los lanzadores Ramón Arano, Alfredo Ortiz y Aurelio López al Salón de la Fama del Béisbol Profesional de México.
- 17 de julio: Jesús Sommers (Jalisco) conecta su hit 2,753 para imponer un nuevo récord. Sommers dejaría la marca en 3,004 al retirarse después de la temporada 1996.

### Juegos sin hit ni carrera
- 21 de marzo: Arturo Olmos (Saltillo) 2-0 a Aguascalientes en 7 entradas.[2]
- 13 de junio: Leobardo Meza (Veracruz) 3-0 a Dos Laredos en 9 entradas.
- 19 de junio: Israel Velázquez (Minatitlán) 2-0 a Campeche en 7 entradas.